# Țalapița, Plovdiv
Țalapița (în bulgară Цалапица) este un sat în comuna Rodopi, regiunea Plovdiv,  Bulgaria. 

## Demografie
Componența etnică a satului Țalapița
     Bulgari (78,82%)
     Nicio identificare (14,29%)
     Romi (6,68%)
     Turci (0,11%)
     Altele (0,07%)
La recensământul din 2011, populația satului Țalapița era de 4.217 locuitori. Din punct de vedere etnic, majoritatea locuitorilor (78,82%) erau bulgari, cu o minoritate de romi (6,68%). Pentru 14,29% din locuitori nu este cunoscută apartenența etnică.